# За советскую родину
«За сове́тскую ро́дину» (также «Падение Кимас-озера», «Поход Антикайнена») — советский кинофильм 1937 года. Снят по повести Геннадия Фиша «Падение Кимас-озера».

## Сюжет
Действие фильма происходит в 1921 году на советско-финской границе. Шюцкоровские отряды ворвались в Карелию, убивают советских активистов, сжигают дома… В тыл противника с особым заданием — уничтожить штаб белофиннов на Кимас-озере — направлен отряд советских курсантов под командованием Тойво Антикайнена (Олег Жаков).

## В ролях
- Олег Жаков — Тойво Антикайнен, командир отряда курсантов
- Иван Чувелёв — Арту
- Иван Селянин — Ялмар
- Пётр Кириллов — Риутта, финский поручик
- Пётр Алейников — Эйно
- Николай Крючков — Юкка, командир партизанского отряда
- Павел Волков — Юрги
- Николай Черкасов — командующий фронтом
- Лидия Карташова — Максимовна
- Степан Крылов — курсант, с «потёртой ногой»
- Владимир Лукин — председатель сельсовета
- Константин Назаренко — долговязый партизан
- Пётр Пирогов — Матти
- Сергей Филиппов — белофинн (шюцкоровец)
- Павел Первушин — (эпизод)
- Глеб Селянин — мальчик

## Съёмки
Книга, которая легла в основу фильма, была высоко оценена «главным пролетарским писателем» Максимом Горьким: 
В общем — книжка хорошая. Написано просто, живо, серьезно и духоподъёмно. [...] Впечатление такое : мы начинаем создавать красноармейскую художественную литературу, какой нигде не было и нетМаксим Горький
Съёмки фильма проходили в Карелии. Выступить художником картины был приглашён Михаил Цыбасов. Он подготовил несколько эскизов декораций, разработал костюмы, которые должны были создать различимый образ двух групп финнов: с одной стороны — интервенты, с другой — красноармейцы. Некоторые из сделанных Цыбасовым для съёмок фильма эскизы хранятся сегодня в Музее изобразительных искусств Республики Карелия.

## Восприятие
После выхода фильма на экраны он был положительно оценен советскими критиками. Е. Исаков писал о фильме в газете «Вечерняя Москва»: 
Фильм, построенный без всяких ухищрений, правдиво и ярко рассказывает о великой любви к советской родине, о непобедимых и верных её сынах.Е. Исаков

## Повторный выход на экраны
После начала в декабре 1939 года Советско-финляндской войны пропагандистский фильм был повторно выпущен на экраны СССР.